# Lars Å. Hanson
Lars Åke Hanson (* 10. August 1934 in Naverstad; † Januar 2022) war ein schwedischer Immunologe und Pädiater.

## Leben
Hanson studierte an der Universität Göteborg (Sahlgrenska) Medizin, mit dem Abschluss (M. D.) und der Promotion 1961. Ab 1961 war er Assistenzprofessor, ab 1977 Professor für Immunologie und wurde im selben Jahr Leiter der Klinischen Immunologie an der Universität Göteborg. 2000 wurde er emeritiert.
1958 war er am Institut Pasteur in Paris, von 1962 bis 1963 an der Rockefeller University und von 1979 bis 1980 (als Fogarty Scholar) an den National Institutes of Health. Außerdem war er Gastprofessor am Royal Children’s Hospital in Melbourne (1985), am Institute of Child Health in London (1987), an der Scripps Research Foundation und deren Klinik (1989), an der Universität Hongkong (1997) und dem Northern Hospital in Shenyang in China (2001).
1981 erhielt er den Robert-Koch-Preis. Außerdem erhielt er den Oscar-Medin-Preis, den Andres-Jahres-Preis in Oslo (1988), den Preis der japanischen Gesellschaft für Entzündungen (1986), den Elander-Preis (1996, Göteborg), die Verdienstmedaille der Stadt Göteborg (2000), den Nutricia International Award (2004), den Macy-György-Preis (2004) und den Amningshjälpens Bröstpris (Stockholm 2005). Er war Honorarkonsul von Costa Rica.
Er war Mitglied der Argentinischen Akademie der Wissenschaften (1978), der Norwegischen Akademie der Wissenschaften (1999) und der Kungliga Vetenskaps- och Vitterhetssamhället i Göteborg (1978). Er war außerdem Gründungsmitglied des Royal College of Pediatrics and Child Health (1996).
Hanson befasste sich insbesondere mit der Immunologie von Embryos und Neugeborenen und untersuchte die Rolle der Muttermilch im Aufbau eigener Immunabwehr. Er publizierte über 700 Aufsätze und war Autor und Herausgeber von 23 Büchern. Bis 2006 betreute er 79 Doktoranden in Göteborg.

## Schriften
- Immunobiology of Human Milk – how breastfeeding protects babies, Pharmasoft Publishing 2004.
- Herausgeber Biology of Human Milk, Nestlé Foundation, Raven Press 1988.
- mit Hans Wigzell (Herausgeber) Immunology, Butterworth-Heinemann 1985.
- mit G. A. Burgio, A. G. Ugazio (Herausgeber) Immunology of the Neonate, Springer 1987.
- mit Robert H. Yolken (Herausgeber) Probiotics, other nutritional factors, and intestinal microflora, Lippincott-Raven, Philadelphia 1999.
- Herausgeber mit Warren Strober, Kenneth W. Sell Recent advances in mucosal immunity, Raven Press 1982.
- mit Birger Blomback (Herausgeber) Plasma Proteins, Wiley, Chichester 1979.
- mit Armond S. Goldman, Stephanie A. Atkinson (Herausgeber) Human lactation 3: the effect of human milk on the recipient infant, Plenum Press 1987 (Internationale Konferenz Konstanz 1986)
- mit C. Svanborg Edén (Herausgeber) Mucosal immunobiology : cellular-molecular interactions in the mucosal immune system, Nobel Symposium Nr. 68 (Marstrand 1987), Karger, New York, Basel 1988.
- Herausgeber mit Leif Hambraeus, Hylton McFarlane Food and Immunology, Stockholm, Almqvist und Wiksell 1977 (Symposium Saltjobaden 1975)